# Brachypogon sudowicus
Brachypogon sudowicus är en tvåvingeart som beskrevs av Ryszard Szadziewski 2001. Brachypogon sudowicus ingår i släktet Brachypogon och familjen svidknott.
Artens utbredningsområde är Polen. Inga underarter finns listade i Catalogue of Life.